# Merkur (Österreich)

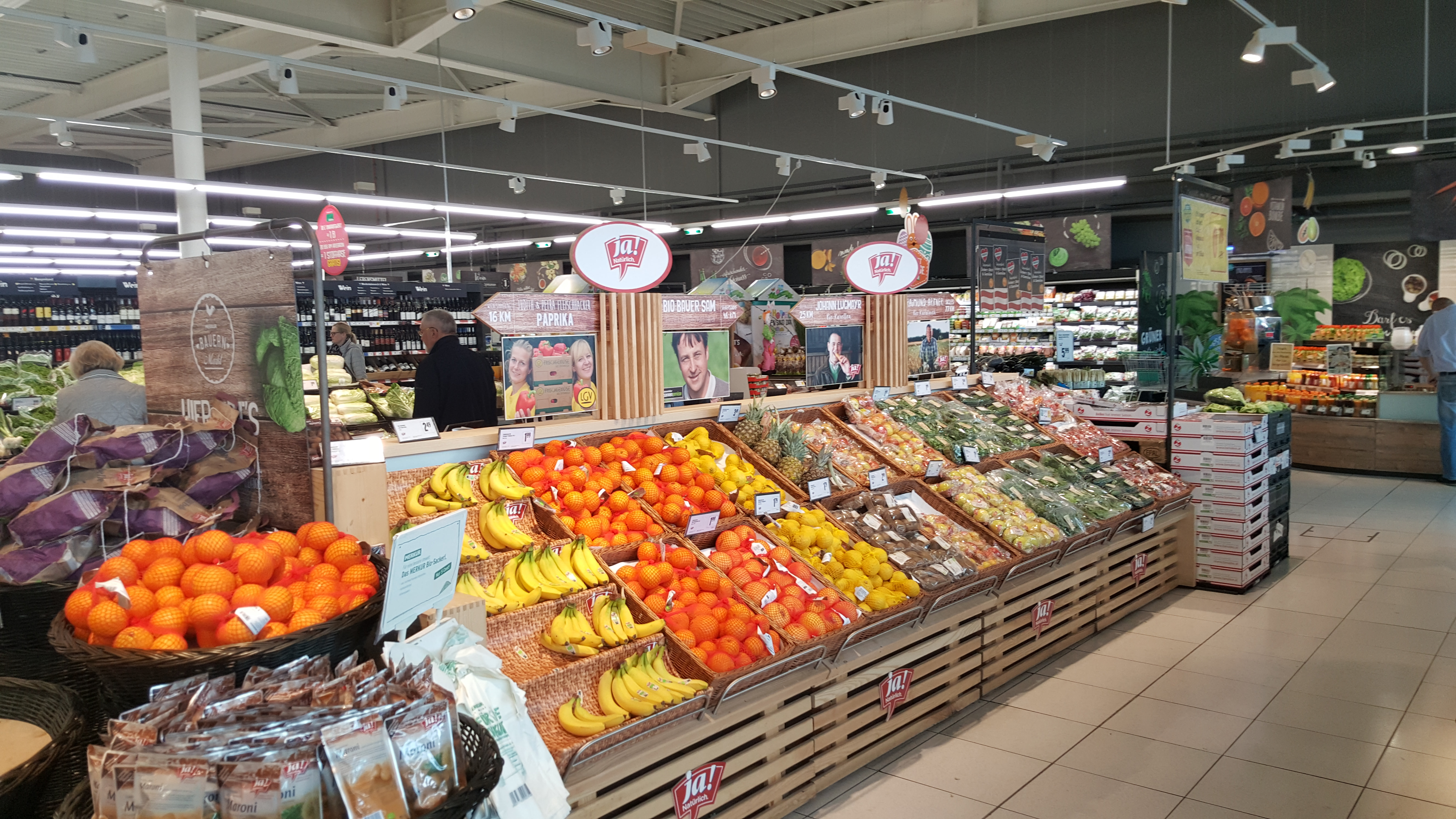
Merkur-Markt in Wien-Floridsdorf

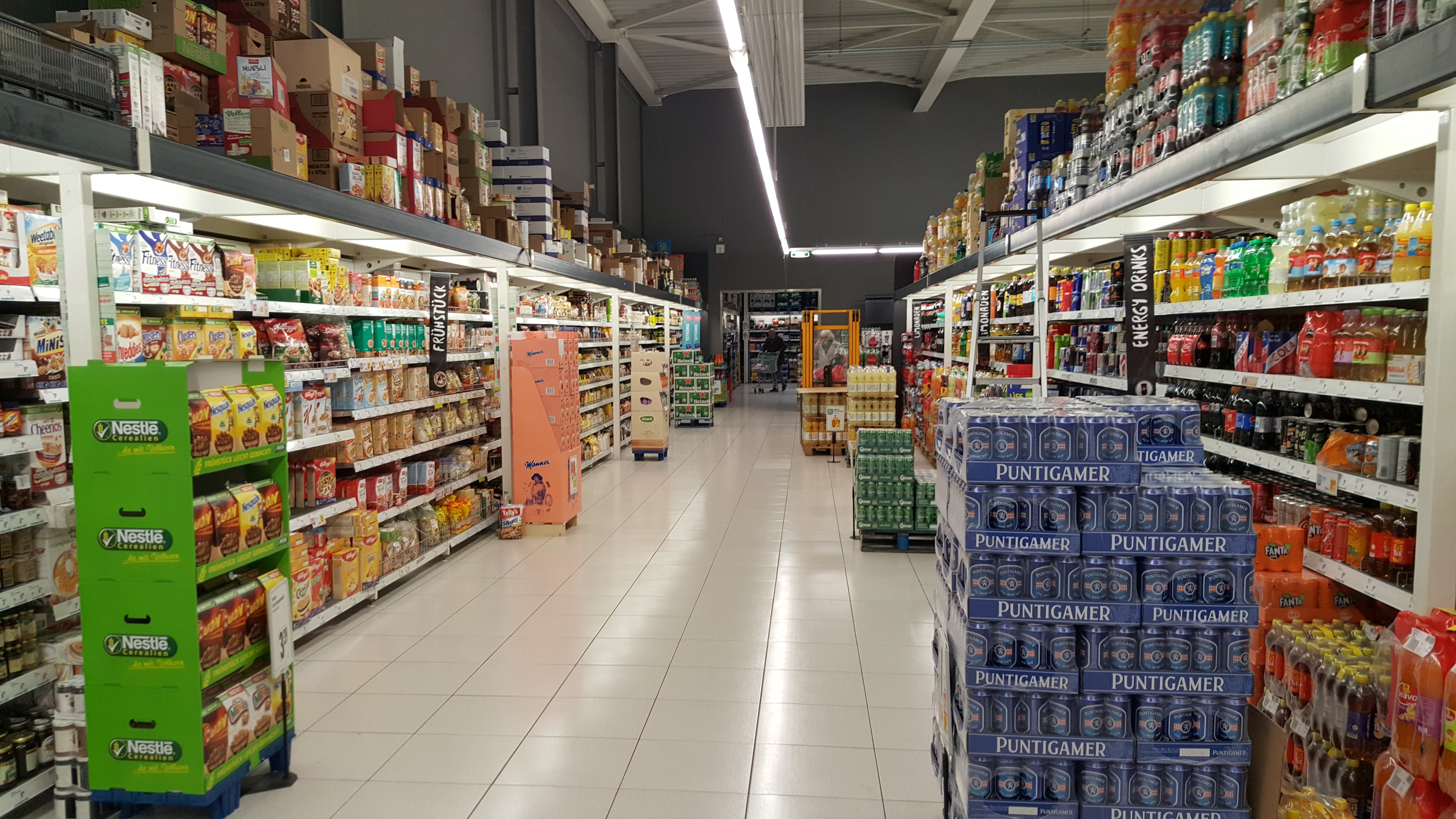
Merkur-Markt in Wien-Floridsdorf

Merkur (Eigenschreibweise MERKUR) war eine österreichische Verbrauchermarktkette, die zur österreichischen Tochter Rewe International AG der deutschen Rewe Group gehörte. Seit 6. April 2021 firmiert die Kette als Billa Plus.

## Unternehmensgeschichte
Die Merkur Warenhandels AG wurde im Jahr 1969 von Karl Wlaschek gegründet und war seit 1996 Teil der Rewe International AG, einem der größten privatwirtschaftlichen Arbeitgeber Österreichs. Die erste Filiale wurde am Parhamerplatz 2 im 17. Wiener Gemeindebezirk eröffnet. Am 1. September 2009 wurden die Magnet-Märkte übernommen. Merkur verfügte über 130 Märkte in ganz Österreich und beschäftigte rund 10.000 Mitarbeiter. Das Unternehmen galt als Marktführer im Verbrauchermarkt-Segment. Mit „Merkur – Ihr Urlaub“ war es auch im Reisesegment vertreten.
Um gegen die prognostizierte Marktsättigung von Merkur-Märkten vorzugehen, begann Rewe Österreich im Jahr 2017 mit der Eröffnung von Kompaktmärkten, welche eine Fläche von rund 1000 m² aufweisen. Derartige Märkte wurden zuerst in Kittsee und Hadersdorf errichtet, weitere folgten, unter anderem in Gmünd oder Wieselburg.
Ende August 2018 entschied sich Merkur für die Schließung des eigenen Onlineshops. Am 6. April 2021 wurde Merkur in Billa Plus umbenannt.

## Philosophie
Merkur verstand sich als Erlebnismarkt mit integriertem Marktplatz-Konzept. Die Märkte boten auf einer Verkaufsfläche von rund 2000 m² eine Auswahl an Produkten (rund 20.000 Artikel von regionalen Anbietern über in- und ausländische Spezialitäten bis zu 800 Produkten aus dem Preiseinstiegssegment) unter einem Dach an. 
Aufgrund des stärker werdenden Kampfes um Marktanteile im österreichischen Lebensmitteleinzelhandel verbilligte Merkur seit 2017 eine Reihe von Eigenmarken- sowie Markenartikel, welche in Diskontern, wie Hofer, erhältlich sind, auf das Preisniveau der Diskonter. Die gesenkten Preise wurden als Dauertiefpreis (bis Februar 2020 Diskontpreis) betitelt und in den Geschäften mit zusätzlichen Hinweisschildern am Regal angepriesen.

## Slogans
- Von 1987/88 bis 2014/15 war Mr. Ano Nym das Werbegesicht mit dem Slogan „Es ist verdammt hart, der Beste zu sein“.
- Von 2015 bis Mitte 2020 war Fränz das Werbegesicht mit dem Slogan „So macht man sich Freunde“.
- Von Mitte 2020 bis Mitte März 2021 war Merkurs Slogan „Lass es dir gut gehen!“.
- Von Mitte März 2021 bis zur Auflösung am 6. April 2021 wurde mit „Lass es dir besser gehen – ab 6. April!“ auf den Wechsel angespielt.

## Architektur der Merkur-Märkte
Die Fassadengestaltung der Merkur-Märkte war durch die Farben Grün und Weiß sowie die Verwendung eines grünen Apfels als Key-Visual bestimmt. Dadurch sollen die Qualitätskriterien „Frische“ und „Sauberkeit“ sichtbar nach außen transportiert werden. Für das Design wurde Merkur bislang zweimal ausgezeichnet: 1994 mit einem Architekturpreis für den Merkur-Markt in Deutsch-Wagram, 2006 mit dem „Innovationspreis für Architektur“ in New York.

## Sortiment
Merkur bot eine Produktpalette von mehr als 20.000 Artikeln an, darunter zahlreiche Non-Food-Produkte.
- Regionalinitiative: In der Sortimentgestaltung setzte das Unternehmen auf heimische Produkte. Dem Credo „Aus der Region – für die Region“ folgend belieferten 40.200 österreichische Bauern Merkur mit Fleisch, welches direkt in den Märkten zerlegt, portioniert und verpackt wurde. Diverse Feinkost- und Käsespezialitäten sowie Säfte, Honig und Wein kamen direkt von regionalen Lieferanten. Zudem wurde im Jahr 2015 die Rewe-Eigenmarke Da komm’ ich her, welche speziell Obst, Gemüse und Eier aus Österreich bewirbt, eingeführt.

- Im April 2009 begann Merkur in 53 Märkten in Wien, Niederösterreich und dem Burgenland eine Kooperation mit dem AMA-Gütesiegel, das als zusätzliches Qualitätsmerkmal für Schweinefleisch herangezogen wird. Die Kooperation sollte österreichweit ausgebaut werden.

### Eigenmarken
- Das Diskontpreissegment wurde bei Merkur durch die Eigenmarke clever bedient, die 1999 eingeführt wurde. Die Marke wurde von 40 auf 550 Artikel aus dem Bereich Lebens- und Nahrungsmittel, Non-Food sowie Drogerie ausgebaut. Clever ist auch noch bei Billa, ADEG, Sutterlüty und Bipa erhältlich.

- Die Marke Merkur Immer Gut wurde eingeführt, um eine geeignete Marke im Mittelpreissegment zu haben. Die Produkte hoben sich von clever-Produkten durch höhere Preise und oftmals einen Mehrwert ab (beispielsweise waren die in den Fleckerln der Marke Merkur Immer Gut enthaltenen Eier aus österreichischer Freilandhaltung und die in den clever-Fleckerln enthaltenen Eier aus Bodenhaltung). Diese Produkte standen vor allem in direkter Konkurrenz zu vergleichbaren Markenartikeln.

- Mit Ja! Natürlich wurde im Jahr 1994 eine eigene Bio-Marke eingeführt, welche zum Zeitpunkt der Umfirmierung rund 1000 verschiedene Produkte umfasste. Es gab auch eigene „Ja! Natürlich Bio Backshops“. Seit 2018 waren alle Produkte dieser Marke palmölfrei.[6]

- Im Bereich der Putz-, Wasch- und Reinigungsmittel bot Merkur neben Produkte der Eigenmarken clever und Merkur Immer Gut auch umweltfreundlichere Alternativen der Marke Merkur Immer Grün an. Diese Produkte waren mit dem Österreichischen Umweltzeichen zertifiziert.

- Weitere Eigenmarken, die jeweils nur eine Produktgruppe abdeckten und noch in anderen Vertriebsschienen von Rewe Österreich vertrieben wurden:
  - Hofstädter: Hühner-, Puten-, Schweine- und Rindfleisch aus konventioneller Haltung aus Österreich mit AMA-Gütesiegel sowie Wurstwaren und Fleischprodukte, welche in Österreich hergestellt werden
  - Full Speed: Eigenmarke für Energydrinks, höher positioniert als die Clever-Energydrinks
  - Maximal G: Weitere Energydrink-Eigenmarke, welche ursprünglich aus Deutschland stammt
  - Landgraf: Diskontpreis-Bier aus Österreich
  - Wegenstein: Eigenmarke für Weine, welche größtenteils aus Österreich stammen
  - Da komm’ ich her!: Eier, Obst und Gemüse aus Österreich
  - Fertiggerichte und kochfertige Zutaten unter den Marken Chef Menü (traditionelle Gerichte, wie Gulasch mit Spätzle) und Simply Good (gesunde Fertiggerichte, vorgeschnittenes Gemüse und frische Teigwaren)
  - BABYWELL: Produkte für Babys und Kleinkinder, wie Windeln
  - Vegavita: Vegane Ersatzprodukte, welche oftmals Bio-Qualität haben
  - today: Eigenmarke für Kosmetikprodukte, ersetzte 2018 die Marke MY und die Kosmetiksparte von clever; stammt ursprünglich vom Diskonter Penny
  - ZooRoyal (und dessen Untermarken): Eigenmarke für Haustiernahrung und Haustierbedarf; ersetzte Anfang 2020 die Tiernahrungs- und Tierbedarfssparte von Merkur Immer Gut und der BILLA Eigenmarke; die Produkte sind höherwertig als die Tiernahrung von clever positioniert und zeichnen sich im Vergleich zu diesen durch höhere Preise und oftmals einen Mehrwert (höherwertige Inhaltsstoffe, erhöhter Fleischanteil) aus.

## Friends of Merkur
1996 führte Merkur mit „Friends of Merkur“ ein Kundenbindungsprogramm ein. Teilnehmern dieses Programms wurden Treueangebote offeriert. So erhielten „Friends of Merkur“ beispielsweise mit dem Kassenbon Gutscheine, zum Geburtstag 10 Prozent Rabatt auf ihren Einkauf und wurden zu Veranstaltungen eingeladen. Teilnehmer bekamen kostenlos das Kundenmagazin friends, das acht Mal jährlich mit einer Auflage von 400.000 Stück erschien.

## Soziale Verantwortung
Merkur war seit 1997 Sponsor-Partner der CliniClowns, die sich zum Ziel gesetzt haben, die Genesung von Kindern durch Lachtherapie zu fördern. Das Unternehmen unterstützte auch die Wiener Krebshilfe und insbesondere die Krebsforschung. Merkur arbeitete außerdem intensiv mit Global 2000 daran, Pestizide bei den Produzenten von Obst und Gemüse zu minimieren, setzte Energiesparmaßnahmen zum Beispiel bei der Beleuchtungstechnik oder bei Kühlmöbeln ein und achtete auf eine möglichst effiziente und schadstoffarme Logistik, zum Beispiel mit der Beimischung von Biodiesel bei seinen LKWs.

## Kritik

### Feinkost
Am 13. August 2019 teilte die Arbeiterkammer Vorarlberg in einer Aussendung mit, dass Produkte der Feinkostabteilung, vor allem Käse mit abgelaufenem Mindesthaltbarkeitsdatum, aus den Regalen genommen wurden, neu verpackt wurden, das Mindesthaltbarkeitsdatum um zehn oder mehr Tage verlängert wurde und diese dann wieder zum Verkauf angeboten wurden – mit neuem Mindesthaltbarkeitsdatum und zum selben Preis. Auch seien Brote, die am Samstag nicht mehr verkauft wurden, eingefroren und am Montag wieder aufgetaut und als Frischware verkauft worden. Diese sei schon seit Herbst 2018 praktiziert worden. Rewe bestätigte am 14. August die Vorwürfe und spricht von einem Fehlverhalten einzelner Mitarbeiter.

### Preisabsprachen
Das Kartellgericht hat den Lebensmittelhändler Rewe (u. a. Billa, Merkur) im Jahr 2013 wegen Preisabsprachen zu einem Bußgeld in der Höhe von 20,8 Mio. Euro verurteilt und damit die zweithöchste jemals ausgesprochene Kartellstrafe in Österreich ausgesprochen. Rewe bezeichnete das Urteil in einer ersten Reaktion als „für beide Seiten akzeptable Lösung“.

## Auszeichnungen
Zwischen 2017 und 2020 wurde Merkur von Greenpeace als Supermarkt des Jahres ausgezeichnet.